# Patrick Rothfuss
Patrick James Rothfuss (mais conhecido simplesmente como Patrick Rothfuss ou Pat Rothfuss; Madison, Wisconsin, EUA, 6 de junho de 1973) é um escritor de fantasia americano. Ele é o autor da série A Crônica do Matador do Rei. O primeiro livro da série, uma trilogia, O Nome do Vento, que é também seu romance de estreia, fez grande sucesso e foi aclamado pela crítica, entrando para a lista dos mais vendidos do New York Times. O segundo livro da série, The Wise Man's Fear (no Brasil traduzido como "O Temor do Sábio"), foi publicado em 1º de março de 2011 nos Estados Unidos.

## Biografia
Patrick Rothfuss nasceu em Madison, Wisconsin, e cresceu como um ávido leitor, parcialmente devido ao tempo rigoroso e à falta de televisão a cabo. Ele entrou para a Universidade do Wisconsin–Stevens Point em 1991. Na universidade, originalmente planejava estudar para ser um engenheiro químico, mas mudou de ideia, buscando seguir carreira em psicologia clínica, até finalmente estabelecer-se, após três anos, como "não-declarado", passando a estudar qualquer assunto que lhe interessasse. Neste período, Patrick começou a trabalhar num longo romance de fantasia intitulado The Song of Flame and Thunder (tradução livre: A Canção da Chama e do Trovão). Ele também escrevia uma coluna, "Your College Survival Guide" ("O Seu Guia de Sobrevivência na Faculdade"), para o jornal do campus da universidade.
Após graduar-se como bacharel em Inglês em 1999 e receber o título de mestre pela Universidade Estadual de Washington, ele voltou para lecionar em Stevens Point. Depois de completar o livro que estava escrevendo, Patrick o enviou para diversas editoras, mas foi rejeitado. Em 2002, ganhou o concurso Writers of the Future  com The Road to Levinshir (A Estrada para Levinshir), um excerto de seu romance. Em seguida, Rothfuss vendeu o livro para a editora DAW Books. O romance foi dividido em três partes, sendo a série intitulada A Crônica do Matador do Rei. O primeiro livro, O Nome do Vento, foi publicado em abril de 2007, ganhando o prêmio Quill Award de melhor fantasia/ficção científica, e foi listado entre os mais vendidos do New York Times. O segundo livro da série, O Temor do Sábio, foi lançado em 1º de março de 2011, alcançando o primeiro lugar da lista de mais vendidos do New York Times.

## Série A Crônica do Matador do Rei
Saga principal
1. O Nome do Vento (Abril de 2007), publicado no Brasil pela Editora Sextante em 2009[7].
2. O Temor do Sábio (Março de 2011), publicado no Brasil pela Editora Arqueiro, em 2011[8].
3. Doors of Stone (Livro final, a publicar)

Outras histórias e contos
- A Música do Silêncio (Outubro de 2014) Spin-off da saga principal, publicado no Brasil pela Editora Arqueiro, em 2015[8].
- A Árvore Reluzente (The Lightning Tree) - Conto publicado no livro O Príncipe de Westeros e Outras Histórias (Rogues, em inglês), que conta sobre um dia na vida de Bast (2015, Saída de Emergência Brasil), editado por George R.R. Martin e Gardner Dozois. ISBN 978-85-67296-37-1
- How Old Holly Came To Be - Um conto de fantasia sobre um personagem incomum da série: A Crônica do Matador do Rei. Publicado no livro: Unfettered, Editado por Shawn Speakman (2013, Grim Oak Press) ISBN 978-0-9847136-3-9

## Outros Trabalhos

### Jogo
- Membro da equipe de roteiristas da desenvolvedora de jogos: inXile, para o jogo: Torment: Tides of Numenera (2013, Em progresso)

### Literatura
- The Adventures of the Princess and Mr. Whiffle Part I: The Thing Beneath the Bed (2010, Subterranean Press)
- The Adventures of the Princess and Mr. Whiffle Part II: The Dark of Deep Below (2013, Em progresso, Subterranean Press)
- Your College Survival Guide (2005, Cornerstone Press)

## Prêmios
- #1 The New York Times Best Seller
- Writers of the Future (2002)
- Quill Award (2007)
- "Best Books of the Year" (2007) – Publishers Weekly – Science Fiction/Fantasy/Horror
- Romantic Times Reviewers' Choice Award for Best Epic Fantasy (2007)
- Gollancz 50 Top Ten SciFi/Fantasy (2011)
- NPR Top 100 Science-Fiction, Fantasy Books (2011)
- "David Gemmell Legend Award" (2012)
- 3º lugar no "Best 21st Century Fantasy Fiction Novels" pela Locus (2012)